# Pied carré
Le pied carré, de symbole pi2 ou pi ca, (en anglais: square foot, abrégé sq.ft. ou ft2) est une unité anglo-saxonne d'aire, valant 1 pied sur 1 pied (donc 12 pouces par 12 pouces). En système métrique, un pi2 équivaut à 0,092 903 04 m2 exactement.
La mesure est encore abondamment utilisée aux États-Unis dans les industries de la construction et de l'immobilier ainsi qu'au Canada, malgré la conversion au système métrique en 1971. Pour les immobiliers, la mesure est encore partiellement utilisée au Bangladesh, en Birmanie, au Ghana, à Hong Kong, en Inde, au Liberia, en Malaisie, au Népal, au Pakistan, à Singapour et au Royaume-Uni.
Le pied carré français ou pied carré de Paris est une ancienne unité de mesure valant 1,135 823 pieds carrés anglais. Le pied français était alors légèrement plus grand que le pied anglo-saxon (0,324 840 6 m au lieu de 0,304 8 m).

## Référence
- « pied carré », Grand Dictionnaire terminologique, Office québécois de la langue française (consulté le 3 septembre 2014).